# Angeli Vanlaanen
Angeli Vanlaanen (ur. 24 października 1985 w Bellingham) – amerykańska narciarka dowolna specjalizująca się w halfpipe'e. W 2014 roku wystartowała na igrzyskach olimpijskich w Soczi, zajmując jedenaste miejsce. Była też między innymi szósta podczas mistrzostw świata w Voss w 2013 roku. W zawodach Pucharu Świata zadebiutowała 31 stycznia 2009 roku w Park City, gdzie wygrała halfpipe'a. Tym samym już w swoim debiucie nie tylko wywalczyła pierwsze pucharowe punkty, ale od razu sięgnęła po zwycięstwo. Najlepsze wyniki osiągnęła w sezonie 2013/2014, kiedy zajęła 28. miejsce w klasyfikacji generalnej, a w klasyfikacji halfpipe'a była piąta. W 2015 roku zakończyła karierę.

## Osiągnięcia

### Igrzyska olimpijskie
| Miejsce | Dzień     | Rok  | Miejscowość | Konkurencja | Zwycięzca     |
| ------- | --------- | ---- | ----------- | ----------- | ------------- |
| 11.     | 20 lutego | 2014 | Soczi       | Halfpipe    | Maddie Bowman |

### Mistrzostwa świata
| Miejsce | Dzień   | Rok  | Miejscowość | Konkurencja | Zwyciężczyni    |
| ------- | ------- | ---- | ----------- | ----------- | --------------- |
| 6.      | 5 marca | 2013 | Voss        | Halfpipe    | Virginie Faivre |

### Puchar Świata

#### Miejsca w klasyfikacji generalnej
- sezon 2008/2009: 45.
- sezon 2012/2013: 100.
- sezon 2013/2014: 28

#### Miejsca na podium w zawodach
1. Park City – 31 stycznia 2009 (halfpipe) – 1. miejsce
2. Cardona – 17 sierpnia 2013 (halfpipe) – 2. miejsce